# النفاح (الضليعة)
'

تعديل مصدري - تعديل

النفاح هي إحدى قرى عزلة الضليعة بمديرية الضليعة التابعة لمحافظة حضرموت، بلغ تعداد سكانها 10 نسمة حسب تعداد اليمن لعام 2004.